# Souimanga d'Anchieta
Anthreptes anchietae
Espèce
Statut de conservation UICN

 LC  : Préoccupation mineure
Le Souimanga d'Anchieta (Anthreptes anchietae) est une espèce de passereaux d'Afrique tropicale appartenant à la famille des Nectariniidae.

## Répartition
Cet oiseau se trouve en Angola, en République démocratique du Congo, au Malawi, au Mozambique, en Tanzanie et en Zambie.